# Тербуни
Тербуни (рос. Тербуны) — село (з 1927 до 2005 — селище міського типу) у Тербунському районі Липецької області Російської Федерації.
Населення становить 7313 осіб. Належить до муніципального утворення Тербунська сільрада.

## Історія
З 13 червня 1934 до 1935 року у складі Воронезької області, 1935-1954 — Курської області. Відтак входить до складу Липецької області.
Згідно із законом від 2 липня 2004 року №114-оз органом місцевого самоврядування є Тербунська сільрада.

## Населення
| 1926  | 1959  | 1970  | 1979  | 1989  | 2002  | 2004  |
| ----- | ----- | ----- | ----- | ----- | ----- | ----- |
| 613   | ↗2272 | ↗3754 | ↗5138 | ↗6702 | ↗6998 | ↘6968 |
| 2009  | 2010  | 2011  |       |       |       |       |
| ↗7258 | ↗7312 | ↗7313 |       |       |       |       |